# Oak Hill, Alabama
Oak Hill là một thị trấn thuộc quận Lauderdale, tiểu bang Alabama, Hoa Kỳ. Dân số năm 2009 là 35 người, mật độ đạt 24 người/km².